# بیع فضولی
معامله فضولی یکی از اقسام معاملات است که در آن تمام شرایط عقد برقرار است جز اینکه در آن فروشنده مالک مال نیست و اجازهٔ فروش آن را هم ندارد. در واقع شخصی بدون اجازه مالک اصلی مال متعلق به اورا منتقل می‌کند و این شخص نه مالک مال است و نه از جانب مالک نمیندگی دارد.
قانون مدنی ایران بر اساس فقه اسلامی، مشتری جاهل به فضولی را مستحق اصل ثمن به انضمام غرامات شناخته‌است.
طرفی که مال متعلق به او بوده اما بدون اجازه اش مال فروخته شده، مالک اصلی، طرفی که مال متعلق به غیر را فروخته بایع فضولی یا فضول و طرفی که مال را از بایع فضولی خریده مشتری است.
احکام معامله فضولی از مواد ۲۴۷ تا ۲۶۳ قانون مدنی ایران را در برمی گیرد.
البته احکام یاد شده مختص عقد بیع نیست و بر عقود دیگر نیز صدق می‌کند.

## شرایط معامله فضولی
بنا بر تعریف ماده ۲۴۷ قانون مدنی ایران:
«معامله به مال غیر جز به عنوان ولایت یا وصایت یا وکالت نافذ نیست ولو اینکه صاحب مال باطناً راضی باشد، ولی اگر مالک پس ازوقوع معامله آنرا اجازه نمود، در این صورت معامله صحیح و نافذ است»
برای وقوع هر عقد و معامله ای نیازمند چند شرط هستیم که قانون مدنی در ماده ۱۹۰ تحت عنوان شرایط اساسی صحت معاملات از آن نام برده که عبارتند از:۱-قصد طرفین و رضای آنها ۲-اهلیت طرفین ۳-موضوع معین ۴- مشروعیت جهت معامله
در صورت آنکه قصد نباشد معامله، باطل است و در صورت فقدان عنصر رضا معامله غیر نافذ می‌شود یعنی معامله نه صحیح است و نه باطل و صحیح بودن یا بطلان آن نیازمند اذن یا رد مالک مال است.
در معامله فضولی نظر فقها بر این بود که قصد وجود دارد اما رضا مخدوش است و همین موجب ورود به قانون مدنی ایران شد و بدین ترتیب معامله فضولی باطل نیست و بستگی به اراده مالک مال خواهد داشت. از این جهت معامله باطل نیست که آثاری در زمان ایجاد معامله تا زمان رد یا اجازه مالک، وجود دارد و برای حفظ حقوق مالک مهم است.
اگر او معامله را بپذیرد اصطلاحاً معامله را تنفیذ کرده و اگر نپذیرد معامله را رد کرده‌است.

## آثار معامله فضولی
از آنجایی که معامله فضولی تمام شرایط یک عقد جز رضا را دارد؛ معامله از حیث تنفیذ یا رد دارای آثار مختلفی است.
اگر مالک معامله را رد کند بایع فضولی و مشتری، غاصب (گرفتن مال دیگری از راه ظلم) شناخته می‌شوند در این صورت مالک می‌تواند با مراجعه به هریک عین مال خود را از آنها بگیرد و اگر تلف شده باشد می‌تواند مثل یا قیمت مال را دریافت کند و همچنین می‌تواند تمام منافع مال خود را نیز دریافت دارد. اگر مالک به مشتری مراجعه کند برای دریافت این هزینه‌ها مشتری اگر جاهل به فضولی بودن معامله باشد می‌تواند برای ثمنی (قیمت) که پرداخت کرده و خسارتهایی که به مالک داده به بایع فضولی مراجعه کند اما اگر مشتری با علم به فضولی بودن، معامله را انجام داده باشد تنها می‌تواند برای ثمن معامله به بایع فضولی مراجعه کند.
اگر مالک معامله را بپذیرد از این نظر که اثر معامله از زمان اجازه مالک است یا از زمان انعقاد معامله بحث‌هایی وجود دارد که موجب به وجود آمدن دو نظر شده یکی نظریه نقل و دیگری نظریه کشف.
طبق نظریه نقل، آغاز اثر معامله از زمان اجازه مالک است.
اما در نظریه کشف آغاز اثر معامله از زمان ایجاد عقد است و اجازه مالک کاشف از رضایت اوست. نظریه کشف نیز خود به دو دسته تقسیم می‌شود:کشف حکمی و کشف حقیقی
کشف حقیقی می‌گوید که اثر عقد از زمان ایجاد عقد است اما تنها دربارهٔ عین مال و نه منافع. اما نظریه کشف حکمی اثر عقد از روز ایجاد عقد را هم شامل عین و هم شامل منافع می‌داند. با این اختلافات که نخست بین فقها وجود داشت و با ورود به قانون مدنی ایران بین حقوقدانان ایران نیز موجب بحث شد اما به نظر می‌رسد بنا به ماده ۲۵۸ قانون مدنی بدون اینکه به هریک از نظریه‌های گفته شده اشاره کند نظریه کشف حکمی را پذیرفته‌است.
ماده ۲۵۸: «نسبت به منافع مالی که مورد معامله فضولی بوده‌است و همچنین نسبت به منافع حاصله از عوض آن، اجازه یا رد از روز عقد مؤثر است.»